# Šihabudin Suhravardi
Šihabudin Jahja ibn Habaš ibn Amirak Suhravardi, (persijski: شهاب الدین یحیی ابن حبش بن امیرک ابوالفتوح سهروردی) poznat kao Šejh Išrak (persijski: شیخ اشراق [Učitelj iluminacije]) je rođen 1154. u Suhravardu, u blizini grada Zandžana u severozapadnom delu današnjeg Irana. Još kao dete otišao je zapadno od svog rodnog kraja u grad Maraga i tamo učestvovao na predavanjima Madždudina Džilija. Kasnije odlazi u Isfahan, jedan od najvažnijih naučnih centara onog doba, i u tom gradu nastavlja svoje studije do dvadesete godine života. U Isfahanu je svoje znanje usavršio kod Zahirudina Farsija. U tom periodu, Suhravardi je izučio tekstova i knjige peripatetičkih muslimanskih filozofa i potpuno predano je sledio osnove islamske peripatetičke filozofske škole.
Šihabudin Suhravardi je potpuno obnovio filozofsku misao u islamu. U njegovim delima, islamska filozofija dobija novo usmerenje i kreće ka svom punom procvatu.

## Život
Od kada je izučio tekstove i knjige peripatetičkih muslimanskih filozofa pa sve do svoje tridesete godine, Suhravardi neumorno putuje u različite delove islamskog sveta i susreće se sa brojnim muslimanskim misticima, ti susreti, saveti koje je čuo i njihova posebna ljubav prema duhovnom usavršavanju pomogli su mu u tome da se i sam pripremi za različita intuitivna iskustva. Pisao je o tome kako je mnogostruko sagledavao, okom srca, višnje realnosti iz inteligibilnih i imaginacijskih stupnjeva univerzuma. Zapravo, put u razne zemaljske krajolike podsticao je njegove duhovne pustolovine i davao mu snagu za odlučnije koračanje stazama gnostičkog usavršavanja.
Moć intuicije je Suhravardija suočavala sa novim realnostima o kojima je marljivo razmišljao. Brojna takva iskustva on nije pronalazio u knjigama muslimanskih peripatetičkih filozofa i, otuda, Učitelj iluminacije počinje da se koleba oko svojih tradicionalnih peripatetičkih usmerenja. Možda najranije i najpresudnije iskustvo pred pronalaženje novog rešenja u Suhravardijevom životu biva utemeljeno u jednom njegovom snu o kojem on opširno govori u svojoj knjizi at-Talvihat. Suhravardi na nekoliko stranica tog dragocenog štiva piše kako je bio obuzet dugim i iscrpljujućim razmišljanjima o istinskoj suštini znanja i kako ga nikako nisu zadovoljavala relevantna objašnjenja u najznačajnijim knjigama iz tog vremena. Jedne noći, u stanju koje je bilo slično snu, ugledao je „predvodnika mudrosti i Prvog učitelja” Aristotela, čije je lice blistalo a otmenost mu je očaravala. Dobio je priliku da s njim nakratko razgovara. Na kraju razgovora, Aristotel je počeo da hvali svoga učitelja „Platona božjeg” na način koji je Suhravardiju bio sasvim neočekivan. Zapanjen Aristotelovim rečima, Suhravardi ga je upitao: „A da li je neko od muslimanskih filozofa dostigao njegov stepen?” Aristotel mu je odgovorio odrično. Suhravardi je spomenuo nekoliko poznatih muslimanskih filozofa, a Aristotel je ostao i dalje pri svom stavu. Tok razgovora se nije promenio sve dok Suhravardi nije spomenuo istaknute muslimanske mistike Bajazida Bastamija, Sahla Tustarija i druge. U tom trenutku, Aristotelovo lice se ozari i on reče: „Upravo oni su istinski filozofi. Nisu se zadržavali na formalnom znanju, nego su prešli na znanje koje je prisutno, neposredno i intuitivno [...]”
Podstaknut ovim tajnovitim razgovorom, nakon svih dugogodišnjih putovanja, Suhravardi utemeljuje novu iluminativnu filozofiju i počinje da piše svoja najuticajnija filozofska dela.

## Delo

### Filozofska dela
Do kraja trideset i treće godine života, Učitelj iluminacije je zaokružio i upotpunio svoj grandiozni filozofski opus. Kao izvrstan poznavalac islamske peripatetičke filozofije, on je izuzetno jasno izložio i gdekada izvrgao kritikama osnovne principe te filozofske škole u svojim knjigama: at-Talvihat [Obznane], al-Mukavamat [Opiranja] i al-Mutarahat [Razgovori]. U ovim knjigama, Suhravardi se pridržava filozofskih osnova islamske peripatetičke škole iako na nekim mestima, u okviru spekulativnih diskusija, ukazuje na svoje iluminativne doktrine. No, u isto vreme dok je pisao al-Matarahat i al-Talvihat, Suhravardi je sastavljao i svoje markantno životno delo pod nazivom Hikmat al-išrak [Iluminativna filozofija]. On je izuzetno dobro poznavao ograničenja i probleme peripatetičke filozofije i zato ova njegova slavna knjiga predstavlja inovativno otkrovenje i rešenje koje je za Suhravardija posebno dragoceno. On piše da učenja izložena u toj knjizi nije mogao pojmiti isključivo snagom razmišljanja, već da ih je iskusio u okrilju intuitivnog saznanja koje je, kasnije, pojasnio u okvirima filozofskih demonstracija. To je put koji je bliži, uredniji, utemeljeniji i manje zamarajući od puta peripatetičara. U stvari, na tom putu Suhravardi se neposredno i intuitivno suočava sa realnošću i, zbog toga, demonstrativna forma njegovih intuicija nije mu primarno značajna. On kaže: „Čak i kada, primera radi, ne bih uzeo u obzir demonstraciju, ne bih nikako posumnjao u to.”

### Gnostička dela
Osim spomenutih dela, Suhravardi je na arapskom i persijskom jeziku pisao gnostičke poslanice, kao što su Logat-e muran [Jezik mrava] i Safir-e simorg [Pev feniksa]. On je za sobom ostavio i nekoliko izvrsnih simboličko-hermeneutičkih filozofskih i gnostičkih spisa kakvi su: Avaz-e par-e Džabrail [Pesma Gavrilova krila], Akl-e sorh [Crveni intelekt] i Kissa al-gurba al-garbijja [Priča o zapadnom otuđenju].
U svojim knjigama i poslanicama Suhravardi je preporučio filozofsku tradiciju muslimanskih i istočnih učenjaka iako je živeo samo trideset osam lunarnih, odnosno trideset šest solarnih godina. On je 579/1183. otišao u Alep za vreme vladavine Zahirudina, sina poznatog Salahudina Ajubija. U tom gradu isticao se po svom izvanrednom znanju i po posebnom pristupu razumevanju islamskih učenja. No, većinski kler nije nipošto mogao da prihvati njegova ezoterična tumačenja religije jer su oni, uglavnom, zadržavali na najspoljašnjijim formama religijskih nauka. U nekoliko navrata, predstavnici klera su bezuspešno pokušali da udalje vladara Zahirudina od Suhravardija, koga je on svestrano poštovao i čiji je naučni rad u potpunosti podržavao. Međutim, oni su bili odlučni u tome da se suprostave Suhravardiju koji će, po njihovom uverenju, vladara Zahirudina „odvesti na stranputicu”. Zato su se obratili lično Salahudinu Ajubiju i od njega tražili pomoć. Najzad, Salahudin izdaje naredbu da Učitelj iluminacije bude pogubljen. Njegova naredba izvršena je 1190.

## Literatura
- Halilović, T., Halilović, S. i Halilović, M. (2014), Kratka istorija islamske filozofije, Beograd, Centar za religijske nauke „Kom”, str. 95—98.

## Spoljašnje veze
- Biography at muslimphilosophy.com
- Suhravardi i svetlost zarobljene duše (Seid Halilović)